# Argyrotome
Argyrotome là một chi bướm đêm thuộc họ Geometridae.

## Các loài
- Argyrotome mira (Oberthür, 1883)